# Alegeri legislative în Lituania, 1992
Alegerile parlamentare au avut loc în Lituania, în două etape, pe 25 octombrie 1992 și 15 noiembrie. Prima rundă de alegeri parlamentare a avut  loc simultan cu referendumul privind adoptarea Constituției Lituaniei din 1992. Noii membri ai Seimas ar fi înlocuit Consiliul Suprem al Lituaniei.  Alegerile au avut loc în condițiile noii legi electorale adoptată în iulie 1992, care prevedea un sistem mixt și la alegerile multiple în  circumscripțiile în care majoritatea necesară nu a fost atinsă. Data alegerilor a fost stabilită la 19 iunie.
70 de parlamentari au fost aleși in partid și 71 de parlamentari în circumscripții cu un singur membru; în circumscripțiile respective în cazul   în care nici un candidat nu ar fi câștigat mai mult de 50% din voturi, la 25 octombrie, ar fi avut loc un alt scrutin.
Principalul oponent al Mișcarii Naționaliste de Guvernământ Sajūdis, condusă de Președintele Republicii Vytautas Landsbergis (ex-comuniste), a 
fost Partidul Democrat al Muncii din Lituania (DLP), condus de Algirdas Brazauskas. Sajūdis – care a controlat Consiliul Suprem al Republicii 
Lituaniene din februarie 1990, a condus și trecerea la independență. In timp ce era criticat pentru problemele economice ale țării, DLP încetinea 
ritmul de schimbare a unui sistem de piață liberă și dorea îmbunătățirea relațiilor cu Federația Rusă. În total, 24 de partide și mișcări politice au  
contestat locurile în Seimas... procedurile de votare au fost asistate de către observatori internaționali. Spre deosebire de Estonia, votul a fost 
acordat Lituaniei de minoritatea etnicilor ruși.
Alegerile au fost câștigate de Partidul Democrat al Muncii din Lituania, care a obtinut 73 de locuri. Analiștii atribuie această victorie, 
printre altele, pentru a sprijini partidul de către minorităților ruse și poloneze, agricultori, precum și pentru a opri mânia poporului asupra crizei 
economice, în special a lipsei de combustibil din Rusia, principalul furnizor,care a tăiat importurile. Brazauskas și-a asumat titlul de Președinte al 
Seimas. Brazauskas a fost ales președinte al Lituaniei la 14 februarie 1993 la primele alegeri prezidențiale. Sajūdis a primit 30 de locuri. La 1 
decembrie 1992, Bronislovas Lubys a fost numit prim-ministru. 
Rezulattul alegerilor din 25 octombrie si 15 noiembrie 1992, Lituania   
```
Partid	Voturi	%	Locuri proporționale	Locuri circumscripție	Locuri totale
Partidul Democrat al Muncii	817,332	43.98	36	37	73
Partidul Sajūdis	393,502	21.17	17	13	30
Partidului Popular Creștin Democrat	234,368	12.61	10	8	18
Partidul Social Democrat	112,410	6.05	5	3	8
Partidul de Tineret 	66,027	3.55	—		1	1
Miscarea de Centru	46,910	2.52	—		2	2
Partidul Micarea Poloneza	39,773	2.14	2	2	4
Partidul Uniunii Nationaliste	36,916	1.99	—	4	4
Partidul Liberal	28,091	1.51	—	—	—
Partidul Liga Libertatii 	22,034	1.19	—	—	—
Partidul Progresului National	19,835	1.07		—	—	—
Micarea Moderata	13,002	0.7		—	—	—
Mișcarea Social-Politică pentru Justitie Sociala	9,734		0.52	—	—	—
Uniunea Libertatii Lituaniene	7,760		0.42	—	—	—
Micarea Lituaniana’’Cernobal’’	4,827	0.26	—	—	—
Federatia Lituaniana	4,161		0.22	—	—	—
Uniunea Patriotilor Lituanieni	1,904	0.1		—	—	—
Partidul Verde	-	-	—	—	—
Ansamblul Consultativ Lituanian	-	-	—	—	—
Mișcarea Cumpătata al lui  M. Bishop Valancius	-	-	—	—	—
Partidul Independent	-	-	—	1	1
```

```
Total (participare 75.29%)	
1,858,586	
100.00	
70	
71	
141
```